# Крутій Сергій Григорович
Крутій Сергій Григорович (31 січня 1956, Житомир — 28 травня 2021) — український політичний та громадський діяч.

## Біографія
Освіта — повна вища: у 1973 р. закінчив Білоруський державний інститут фізичної культури, де здобув кваліфікацію викладача фізичного виховання, тренера  по волейболу.
Працював: тренером-викладачем ДЮСШ № 5, завідуючим стадіоном ДСО «Локомотив», м. Могилів (Білорусь); слюсаром  в «Гомельпромстрой», м. Гомель (Беларусь); інструктором фізкультури ПУ «Алмаздортранс» НПО «Якуталмаз», м. Ленськ, Республіка Саха (Якутія); інструктором по спорту в Ленській оптово-торгівельній конторі «Якуталмаз», м. Ленськ, Республіка Саха (Якутія); тривалий час був приватним підприємцем в смт Озерне Житомирського району, працював начальником відділу внутрішньої політики апарату Житомирської райдержадміністрації; завідувачем сектору внутрішньої політики апарату Житомирської райдержадміністрації; головою Житомирської районної ради 5 скликання (2006—2010 рр.); головою Житомирської районної державної адміністрації (2014 р.). З  2015 р.  по 2020 р. — голова Житомирської районної ради 7 скликання. З грудня 2020 р. — Новогуйвинський селищний голова Житомирського району Житомирської області.
Сергій Григорович Крутій був учасником Революції Гідності, нагороджений нагрудним знаком «Залізний хрест» від Всеукраїнського об'єднання учасників бойових дій та волонтерів АТО.
Депутат Житомирської районної ради 5 скликання (2006—2010 рр.), депутат Житомирської районної ради 6 скликання (2010—2015 рр.), депутат Житомирської районної ради 7 скликання (2015—2020 рр.).
Нагороджений  відзнаками: Орден Житомирської обласної федерації футболу «За заслуги» (2015), нагрудним знаком  «Залізний хрест» від Всеукраїнського об'єднання учасників бойових дій та волонтерів АТО (2017), Орденом  «За заслуги» від ГО "Союз «Ліквідатори Чорнобиля» (2018) та відзнакою Міністерства оборони України медаллю «За сприяння Збройним Силам України» (2018), Почесна Грамота Верховної Ради України за особливі заслуги перед Українським народом (2019) та нагородою від Спілки вірмен України, подяками від командування військової частини А1586, командування  та особового складу військової частини польової пошти В1611 м. Костянтинівка Донецької області.
Крутій Сергій Григорович помер 28 травня 2021 року. Похований у м. Житомирі..

## Відзнаки і Нагороди
- Почесна грамота Житомирської обласної ради фізкультурно-спортивного товариства «Колос» (2009);
- Почесна грамота УМВС України в Житомирській області Житомирського  районного відділу міліції (2009);
- Почесна грамота управління охорони здоров'я Житомирської облдержадміністрації (2010);
- Подяка Житомирської районної ради та Житомирської райдержадміністрації (2011);
- Почесна Грамота Житомирської районної ради (2014);
- Грамота Житомирської обласної організації Всеукраїнського фізкультурно-спортивного товариства «Колос» АПК України (2016);
- Подяка Житомирської обласної організації Всеукраїнського фізкультурно-спортивного товариства «Колос» АПК України (2017);
- Подяка Житомирського об'єднаного міського військового комісаріату (2017);
- Грамота Збройних Сил України (2018);
- Почесна грамота Житомирської райдержадміністрації  (2018);
- Подяка Житомирської районної федерації футболу (2018);
- Грамота Житомирської обласної ради (2018);
- Почесна грамота райдержадміністрації (2019);
- Подяка від комунального некомерційного підприємства «Центральна районна лікарня»  Житомирської районної ради за активну участь  у співфінансуванні проекту з придбання комп'ютерного томографу (2019).